# Сен-П'єр (Сен-П'єр і Мікелон)

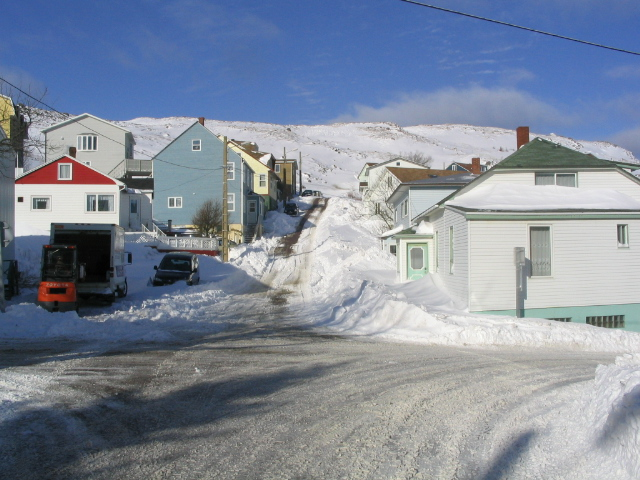
Зима в Сен-П'єрі

Сен-П'єр (фр. Saint-Pierre) — місто, адміністративний центр французького володіння Сен-П'єр і Мікелон, на острові Сен-П'єр в Атлантичному океані недалеко від о. Ньюфаундленд. В 1967 році в місті мешкало 4,6 тис. жителів, в 2006 році — 5509 людей. Основне заняття населення — вилов і переробка риби (головним чином тріски). Вивіз риби і рибопродуктів.

## Інфраструктура
- У місті розташований порт, що не замерзає.
- Міжнародний аеропорт Сен-П'єр розташований в південній частині міста. Єдиним перевізником є компанія «Ейр Сен-П'єр», що здійснює перевезення пасажирів як на острів Мікелон, так і в Канаду.

## Визначні місця

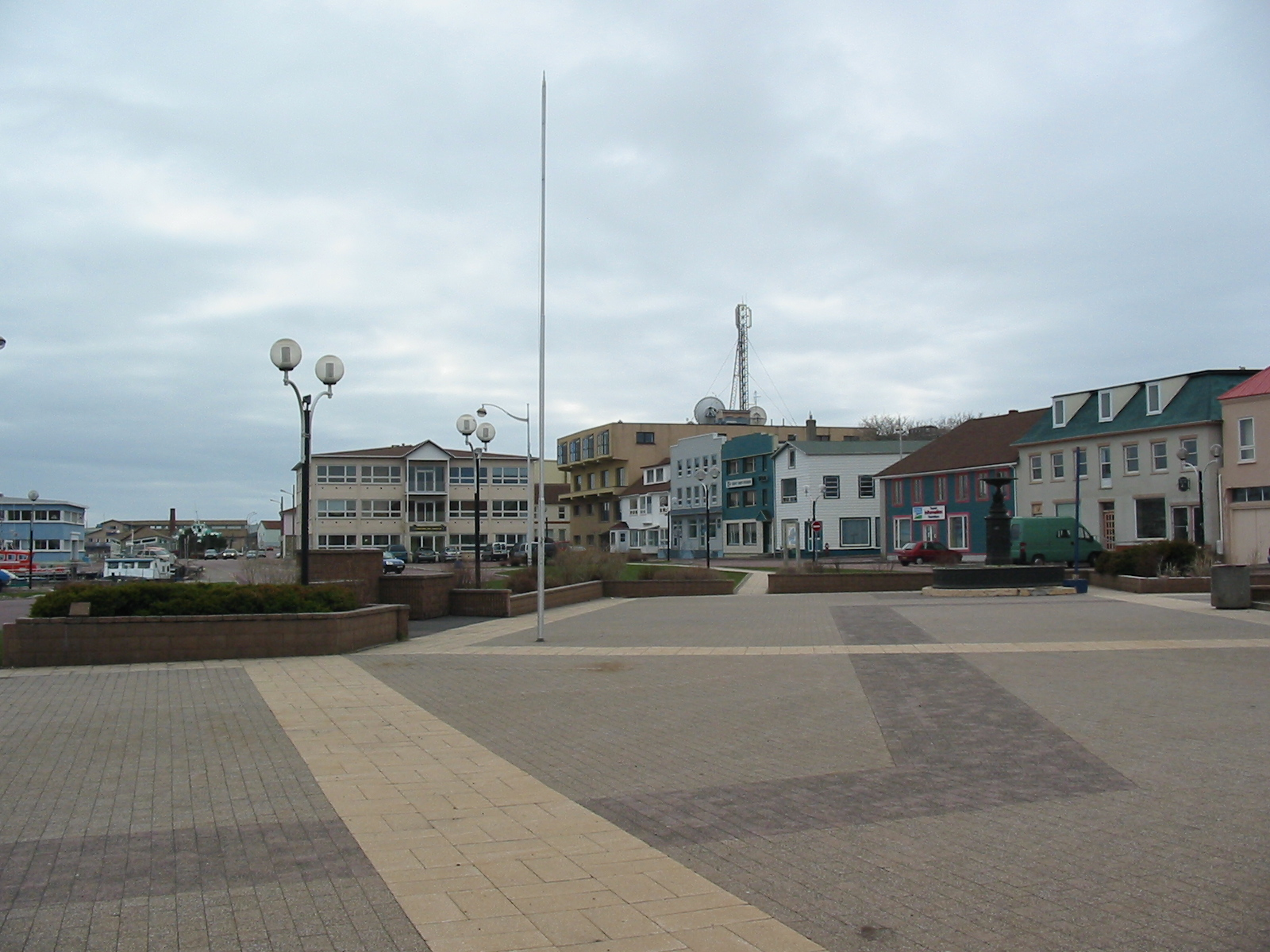
Площа Генерала Шарля де Голля
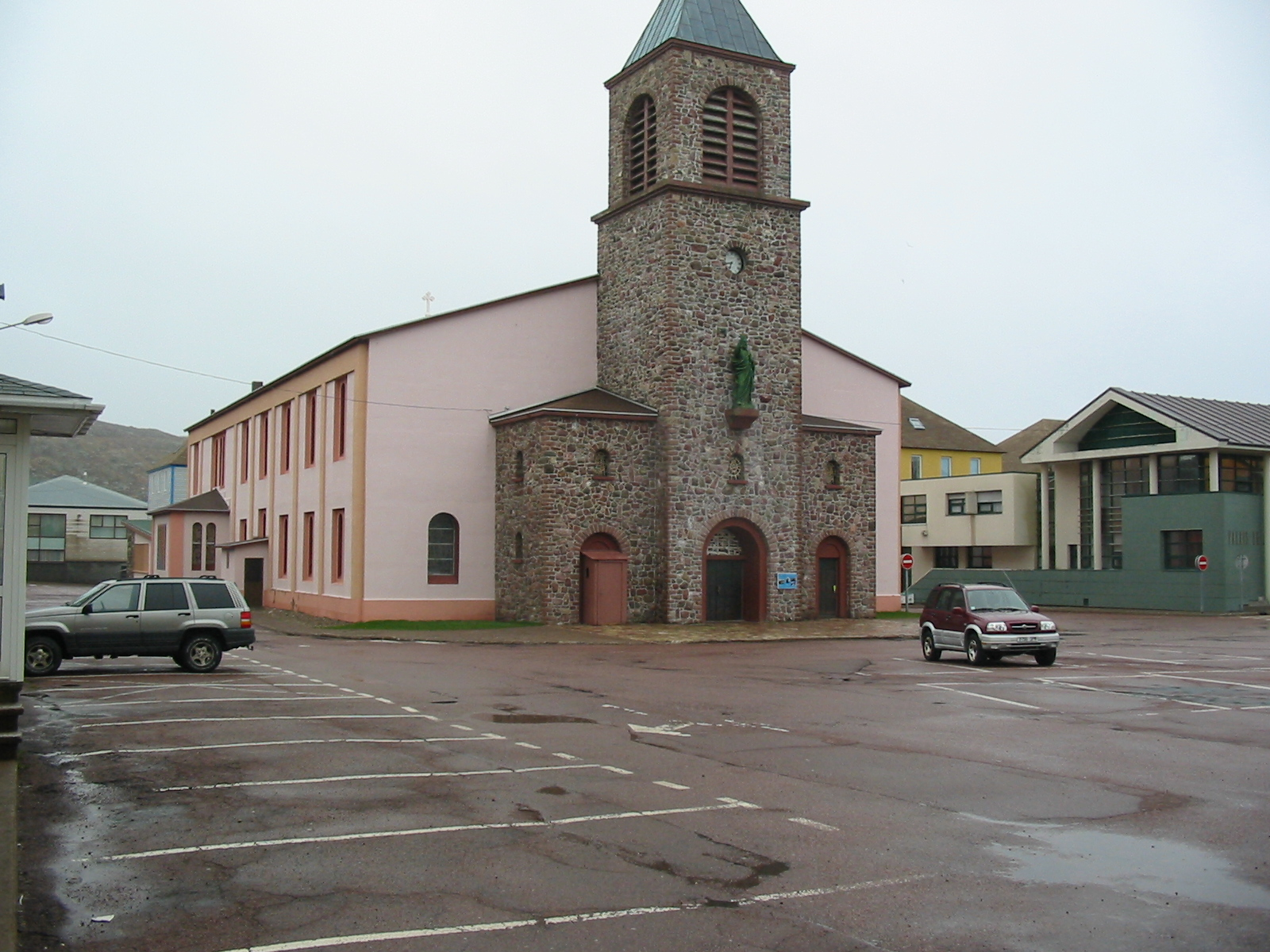
Собор в Сен-П'єр
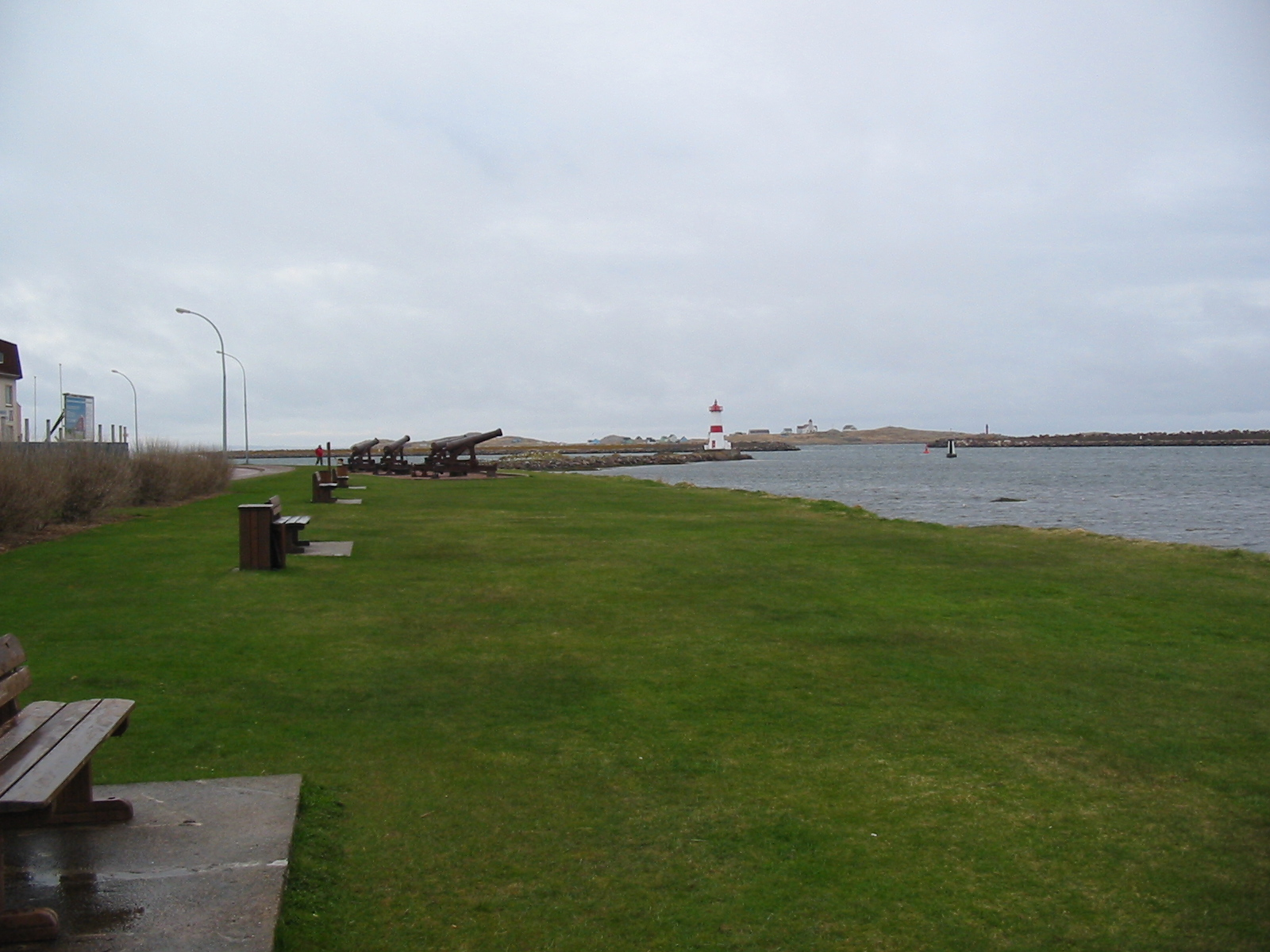
Старовинні гармати і маяк при вході в гавань

| Сен-П'єр і Мікелон | Це незавершена стаття з географії Сен-П'єру і Мікелону. Ви можете допомогти проєкту, виправивши або дописавши її. |

| Франція | Це незавершена стаття з географії Франції. Ви можете допомогти проєкту, виправивши або дописавши її. |